# 巴甫洛娃蛋糕
巴甫洛娃蛋糕（英語：Pavlova cake），又譯帕夫洛娃蛋糕、港譯百露華蛋糕，是一种蛋白酥作为基底的蛋糕。它以蘇聯芭蕾舞演员安娜·巴甫洛娃的名字命名。

## 起源
巴甫洛娃蛋糕以酥脆的蛋白酥为基底，内部柔软。該蛋糕被认为是安娜·巴甫洛娃在1920年代访问澳洲或紐西蘭时，为了纪念她而发明的。蛋糕的发明者国籍尚不明确，但很多正式研究表明，发明者可能是紐西蘭人。
巴甫洛娃蛋糕在澳大利亚和紐西蘭都是广受欢迎的重要甜点。由于制作简单，在很多节日或者纪念日都会出现它的身影。雖然主要作為夏天的食物，但在澳紐两国人民家庭中，这种蛋糕全年均可見。

## 文化

### 世上最大的巴甫洛娃蛋糕
1999年2月，紐西蘭國立博物館為了慶祝成立一周年，製造出長達45米，名為「Pavzilla」的巴甫洛娃蛋糕，並由當時的總理珍妮·希普利執刀切下。2005年3月，紐西蘭豪克斯灣地區東方理工學院(Eastern Institute of Technology)的學生製造出名為「Pavkong」，長達64米的巴甫洛娃蛋糕，打破「Pavzilla」的45米紀錄。
2010年8月，廚師亞倫·坎貝爾（Aaron Campbell）在基督城座堂展示了一個50平分公尺的巴甫洛娃蛋糕「Paledlo」，為紐西蘭國家橄欖球隊的官方慈善機構募捐。

### 電視廣告
2007年，澳洲保險公司NZI在拍攝了一系列以紐西蘭國家代表物為主題的幽默電視廣告，巴甫洛娃蛋糕名列其中。